# Nienke Nasserian
Nienke Nasserian Nillesen (Venlo, 1993) is een Nederlands-Tanzaniaanse sopraan en maker van klassiek muziektheater. Nienke is haar Nederlandse voornaam, Nasserian haar Tanzaniaanse voornaam en Nillesen haar officiële achternaam. In het dagelijks leven hanteert ze de naam Nienke Nasserian.

## Biografie
Nienke Nasserian is de dochter van een Tanzaniaanse vader (een stamhoofd van de Masai) en een Nederlandse moeder, die als tropenarts in Tanzania werkte. Als baby woonde ze in Tanzania, maar ze groeide op in Venlo bij haar moeder. Via de 5 vrouwen van haar vader heeft ze 34 halfbroers en -zussen.

### Opleiding
Op achtjarige leeftijd begon Nasserian met klarinetlessen. Op haar 15e nam ze ook zanglessen met jazz- en musicalrepertoire. Daarna volgde de vooropleiding Zang aan de conservatoria van Amsterdam, Maastricht en Tilburg. Op haar achttiende besloot ze over te stappen op het klassieke repertoire, en begon ze haar hoofdvakstudie Zang aan het Fontys Conservatorium in Tilburg. In 2016 behaalde ze haar Bachelordiploma, in 2018 gevolgd door een Master of Music Muziektheater Klassiek aan hetzelfde conservatorium. In 2018 kreeg ze de Prix d'Orange, een stimuleringsprijs voor cultureel talent uit Venlo. Nasserian studeerde af als mezzosopraan, maar ontwikkelde zich later tot sopraan.
Na haar studie bleef ze lessen nemen bij Elizabeth Ramos Gonçalves en Frédéric Rubay. Ook volgde ze maandelijkse zanglessen aan het Centre Supérieur Parisien de la Voix et du Souffle in Parijs. In het studiejaar 2020 - 2021 studeerde ze aan het Conservatoire à rayonnement régional (CRR) de Paris en het CRR de Cergy-Pontoise bij Guillemette Laurens en Jean-Francois Rouchon. Ze volgde masterclasses bij o.a. Lotte de Beer, Anne le Coutour, Miranda van Kralingen, Peter Nilsson en Ed Spanjaard.

### Werk

#### Eigen producties
Nasserian heeft drie autobiografische muziektheatervoorstellingen gemaakt, MASAI, MZUNGU en MTOTO. Deze voorstellingen worden gekenmerkt door een combinatie van storytelling, klassieke zang en elektroakoestische muziek. Met het maken van dergelijke voorstellingen laat Nasserian zien dat muziektheater universeel is: het verbindt verschillende culturen en tijden, en is bovenal een actuele vorm van kunst maken. 
In 2016 studeerde ze af met haar voorstelling MASAI. Het stuk gaat over de vraag hoe zij als klassiek zangeres past bij haar grote familie van de Masai in Tanzania. Haar vader ontmoette ze weer toen ze 9 en 18 was, waarna meer bezoeken volgden. Hij overleed toen ze 25 was. In deze productie combineert ze haar persoonlijke verhaal en de cultuurschok die ze ervoer op haar reizen naar Tanzania met klassieke aria's en Afrikaanse liederen. Deze productie won, eveneens in 2016, de Fontys Entreeprijs op Theaterfestival Boulevard. Volgens het juryrapport wist Nasserian met deze productie "(...) qua intentie, persoonlijkheid en de oorspronkelijkheid van haar verhaal en keuzes haar publiek te pakken van begin tot einde."
De productie MZUNGU (Swahili, betekenis: (witte) buitenlander) ging in 2018 tijdens de Operadagen Rotterdam in première. In deze productie kijkt ze door de ogen van Ngataiti Saitoti, een van haar halfbroers en even oud als zij. Zijn bezoek aan Nederland maakt dat zij haar thuisland in een compleet nieuw licht ziet. Ook is het verhaal van haar moeder, die 30 jaar geleden in Tanzania werkte, er in verwerkt. MZUNGU wisselt storytelling af met liederen, speciaal voor deze voorstelling gecomponeerd door de Spaans-Japanse componiste Neus Kaori Fornós Ohnuma. Klassieke zang wordt gecombineerd met Afrikaanse ritmes en harmonieën.
De voorstelling MTOTO (Swahili, betekenis: kind) is de afronding van het drieluik, en ging in 2020 in première. Deze voorstelling zou aanvankelijk over racisme gaan, maar Nasserian ontdekte dat ze in het creatieve proces pas echt verder kwam als ze de dualiteit in haar eigen leven ging onderzoeken: de witte opvoeding die zij als zwarte heeft gehad. In de productie ontrafelt ze haar afkomst, vraagt ze zich af welke karakteristieke gewoontes van haar nu 'typisch wit' of 'zwart' zijn, en zoekt ze naar een manier om in balans te kunnen doorgroeien.
In 2023 maakte Nasserian de 'zelfhulp'-opera RISE. In deze productie onderzoekt ze de maakbaarheid van geluk. Nederland is een van de gelukkigste landen van de wereld, toch heerst er steeds meer ontevredenheid. Nasserian onderzoekt hoe het kan dat de zelfhulp- en coachingindustrie een miljoenenbusiness zijn geworden. Ze vraagt zich af of er een stappenplan voor geluk bestaat, en welke ‘healende’ muziek hier bij hoort. Haar eigen obsessie met zelfhulp bezingt ze in liederen als Het auraspraylied, Het traumalied, Het dagboeklied en Het treurlied, waarin ze zelfreflectie combineert met zelfspot. Evelien van den Broek maakte de elektroakoestische muziek bij haar teksten. Nasserian gebruikt tijdens de voorstelling ook een loop station, waarmee ze haar zang opneemt, vervolgens afspeelt en hierbij improviseert. Deze productie kon ze maken door het winnen van de Wonderfeel Keep an Eye Productieprijs 2023.

#### Overig
Naast haar eigen producties zong Nasserian o.a. in Treemonisha (Scott Joplin) (2016), War on Women van Compagnie Courage (2019), Vrouwenstemmen (Meriç Artaç) tijdens het Grachtenfestival (2019), Hans & Griet van Silbersee & Toneelmakerij, (2021 - 2022), Lady in the Dark (Maggie Grant) door Opera Zuid en Grand Théâtre De Luxembourg(2022) en GOUD! (Leonard Evers) door De Nationale Opera & Opera Zuid (2021- 2022). Daarnaast zingt ze als solist in concerten met koren en orkesten.